# 970 (numero)
Novecentosettanta (970) è il numero naturale dopo il 969 e prima del 971.

## Proprietà matematiche
- È un numero pari.
- È un numero composto, con 8 divisori:  1, 2, 5, 10, 97, 194, 485, 970. Poiché la somma dei suoi divisori (escluso il numero stesso) è 794 < 970, è un numero difettivo.
- È un numero sfenico.
- È un numero malvagio.
- È parte delle terne pitagoriche (88, 966, 970), (186, 952, 970), (582, 776, 970), (650, 720, 970), (970, 2328, 2522), (970, 9384, 9434), (970, 47040, 47050), (970, 235224, 235226).
- È un numero intero privo di quadrati.
- È un numero felice.
- È un numero palindromo e un numero ondulante nel sistema di numerazione posizionale a base 14 (4D4) e in quello a base 22 (202).
- È un termine della successione di Mian-Chowla.
- È un numero ettagonale.

## Astronomia
- 970 Primula è un asteroide della fascia principale del sistema solare.
- NGC 970 sono galassie interagenti della costellazione del Triangolo.

## Astronautica
- Cosmos 970 è un satellite artificiale russo.

## Altri ambiti
- New Brunswick Route 970 è una autostrada del Nuovo Brunswick, Canada.
- Departmental route 970 è una strada in Francia.
- Pennsylvania Route 970 è una autostrada in Pennsylvania, Stati Uniti d'America.
- Washington State Route 970 è una strada statale in Washington, Stati Uniti d'America.
- Farm to Market Road 970 è una strada in Texas, Stati Uniti d'America.
- Hokkaido Prefectural Road Route 970 è una strada a Hakodate, Giappone.